# Zoë Bell
Zoë Bell, född 17 november 1978 på Waiheke Island, Nya Zeeland, är en nyzeeländsk skådespelare och stuntkvinna som bland annat är känd för att ha agerat stuntkvinna åt Lucy Lawless i Xena: Warrior Princess och för Uma Thurman i Kill Bill. Som skådespelare är hon kanske mest känd för sin roll som en fiktiv version av sig själv i Quentin Tarantinos film Death Proof.

## Filmografi (urval)
- 1998–2001 – Xena: Warrior Princess (TV-serie)
- 2003 – Kill Bill: Volume 1
- 2004 – Kill Bill: Volume 2
- 2004 – Catwoman
- 2006 – Poseidon
- 2006 – Penny Dreadful
- 2007 – Death Proof
- 2007 – Planet Terror
- 2007 – The Kingdom
- 2008 – 27 Dresses
- 2009 – Inglourious Basterds
- 2009 – The Proposal
- 2009 – The Final Destination
- 2009 – Whip It
- 2010 – Game of Death
- 2012 – Django Unchained
- 2013 – Oblivion
- 2015 – The Hateful Eight
- 2019 – Once Upon a Time in Hollywood
- 2021 – Malignant